# Friedrichsberger Park

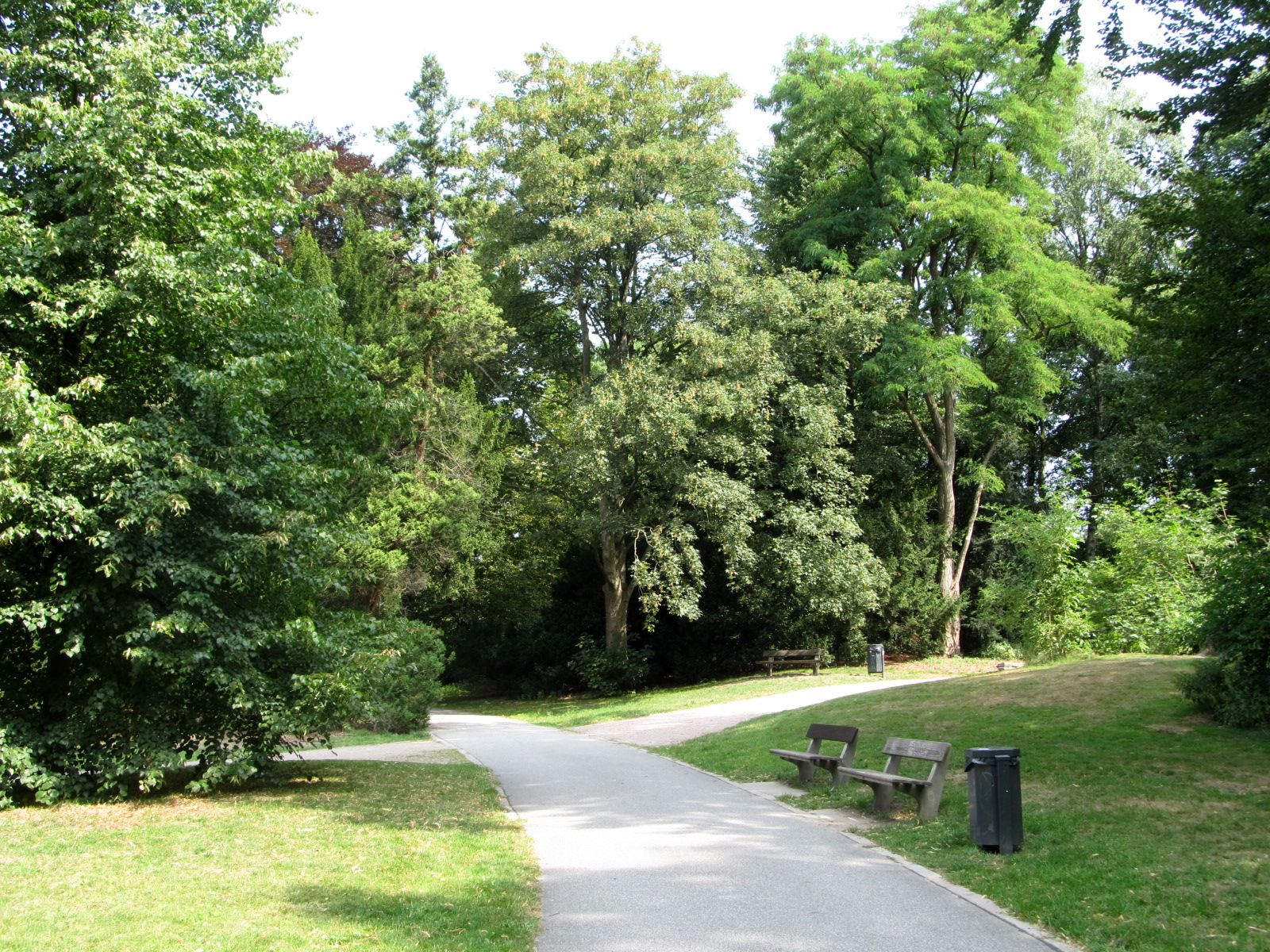
Teilansicht des früheren Krankenhausparks

Der Friedrichsberger Park (bis 2014: Eilbekpark) ist eine ca. 10 Hektar große öffentliche Grünanlage in den Hamburger Stadtteilen Barmbek-Süd und Eilbek. Der Park liegt im Wesentlichen nördlich des Eilbek-Flusses, zwischen der Friedrichsberger Straße im Westen und der S-Bahn-Station Friedrichsberg im Osten. Er ist Teil eines Grünzuges, zu dem auch der Eichtalpark und der Mühlenteichpark in Wandsbek, das Eilbektal und der Kuhmühlenteich zwischen Hohenfelde und der Uhlenhorst gehören.
Der Park geht zurück auf die 1864 gegründete frühere Staatskrankenanstalt Friedrichsberg zur Betreuung psychisch Kranker. Gemäß den damaligen Reformvorstellungen wurden die Patienten nicht mehr „weggesperrt“, sondern weitgehend zwangsfrei behandelt. Zwischen 1912 und 1914 wurde die Anstalt durch Fritz Schumacher im damals modernen Pavillonstil erweitert, wobei die einzelnen Gebäude in ein parkartiges Ensemble eingebettet waren. Nach dem Zweiten Weltkrieg wurde das Gelände in ein Allgemeines Krankenhaus (AK Eilbek) umgewandelt, 2004 privatisiert und an die Schön-Klinikgruppe verkauft. Im Zuge der Privatisierung wurde das ursprünglich 25 Hektar umfassende Klinikgelände neu überplant und umgestaltet:
Während sich die Klinik in einem Neubaukomplex im Norden (mit neuer Zufahrt an der Straße Dehnhaide) konzentrierte, wurden im Westen entlang der Friedrichsberger Straße sowie im Osten am Grete-Zabe-Weg vier- bis achtstöckige Wohnhäuser errichtet. Der südliche Teil der Parkanlage mit ihrem zum Teil über 100 Jahre alten Baumbestand wurde hingegen weitgehend erhalten und zur Umgebung hin geöffnet, insbesondere zum benachbarten Grünzug im Eilbektal, der in den neuen Park einbezogen wurde.

Im Zuge der Neugestaltung wurde auch der vorhandene Kinderspielplatz im Eilbektal erneuert und weitere Freizeitmöglichkeiten (Grillplätze, Bewegungsinsel) ergänzt.

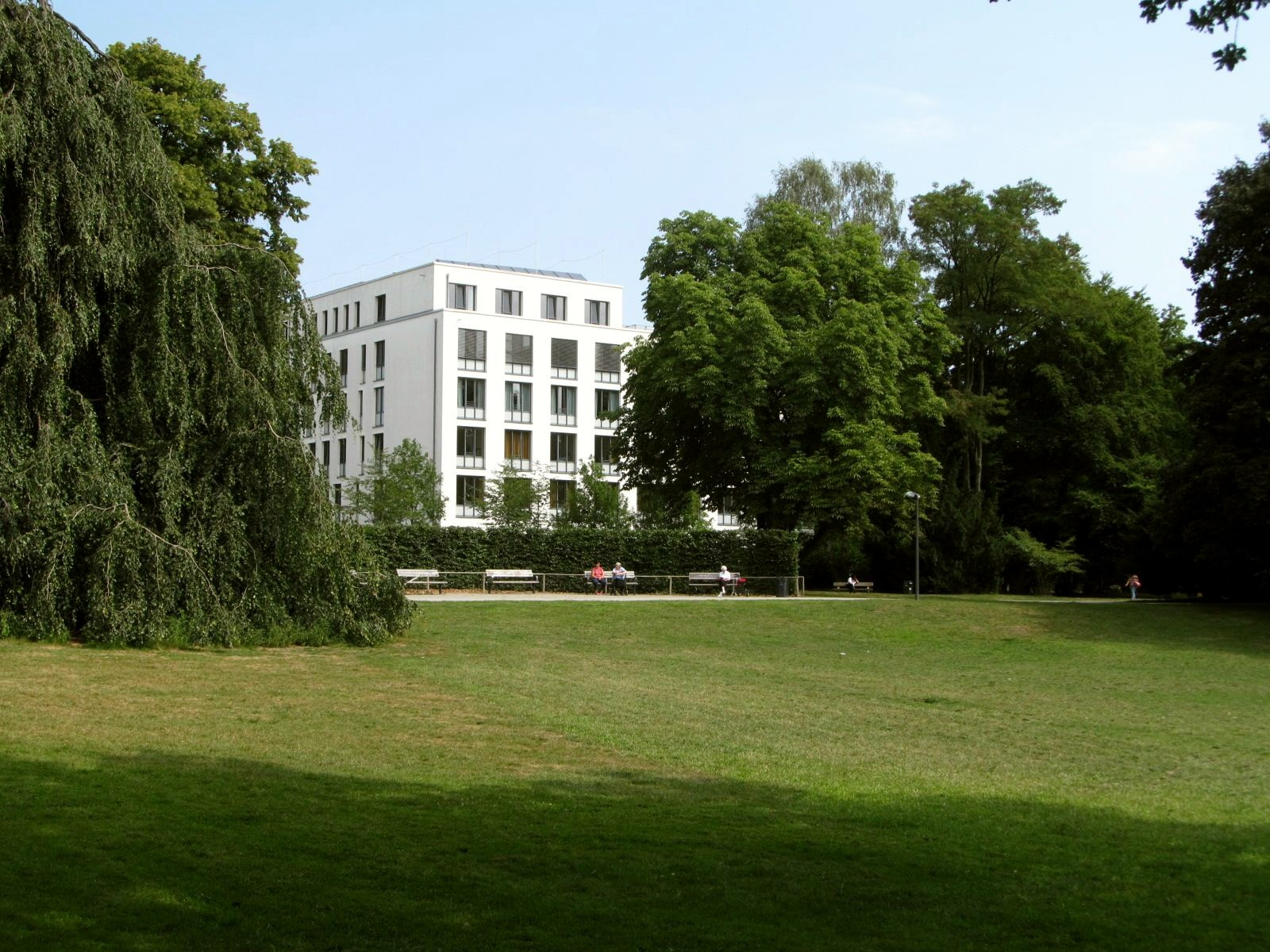
Ehemaliger Krankenhauspark, im Hintergrund Haus 2 des Schön-Klinikums
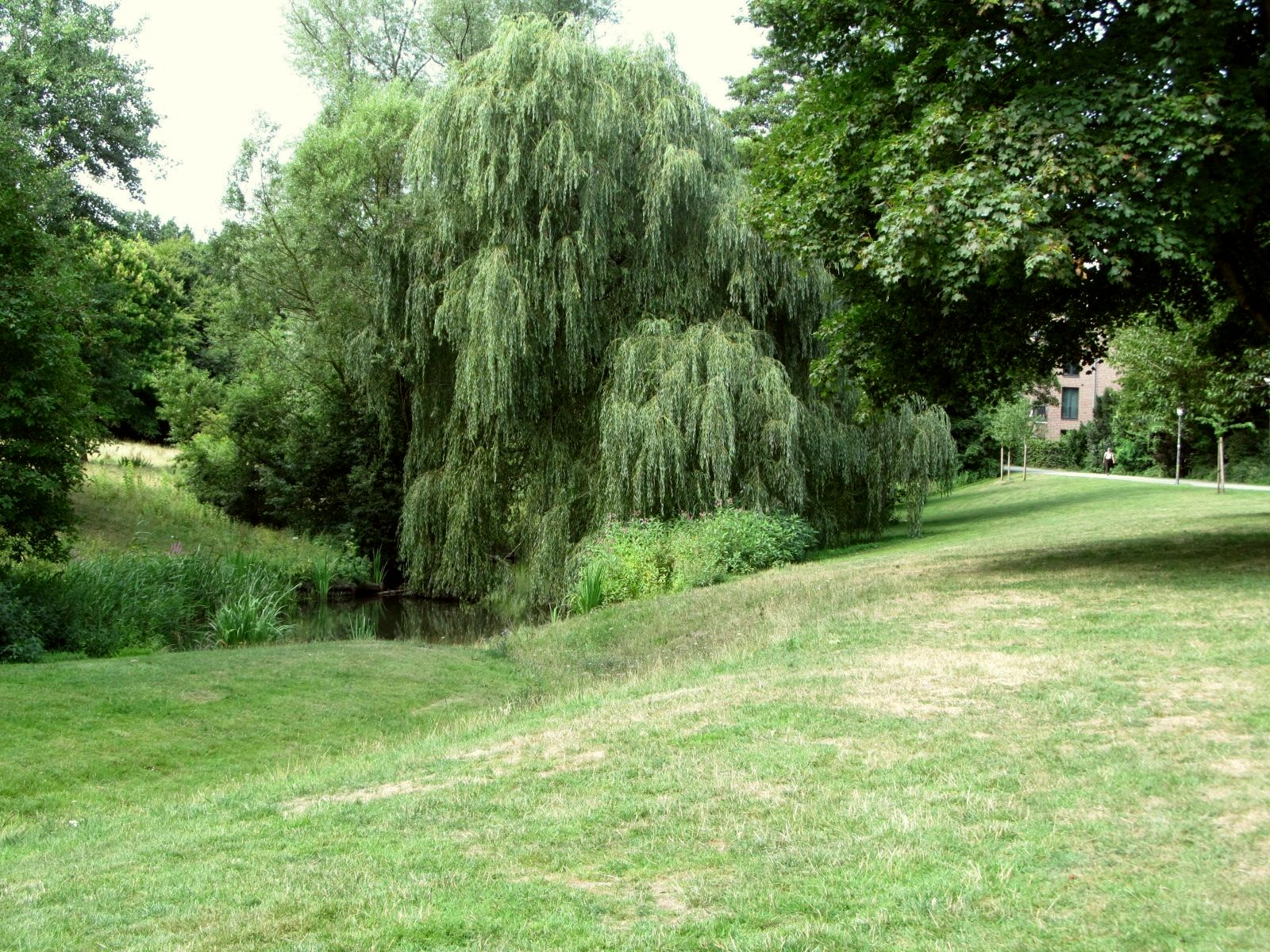
Grünzug am Eilbektal
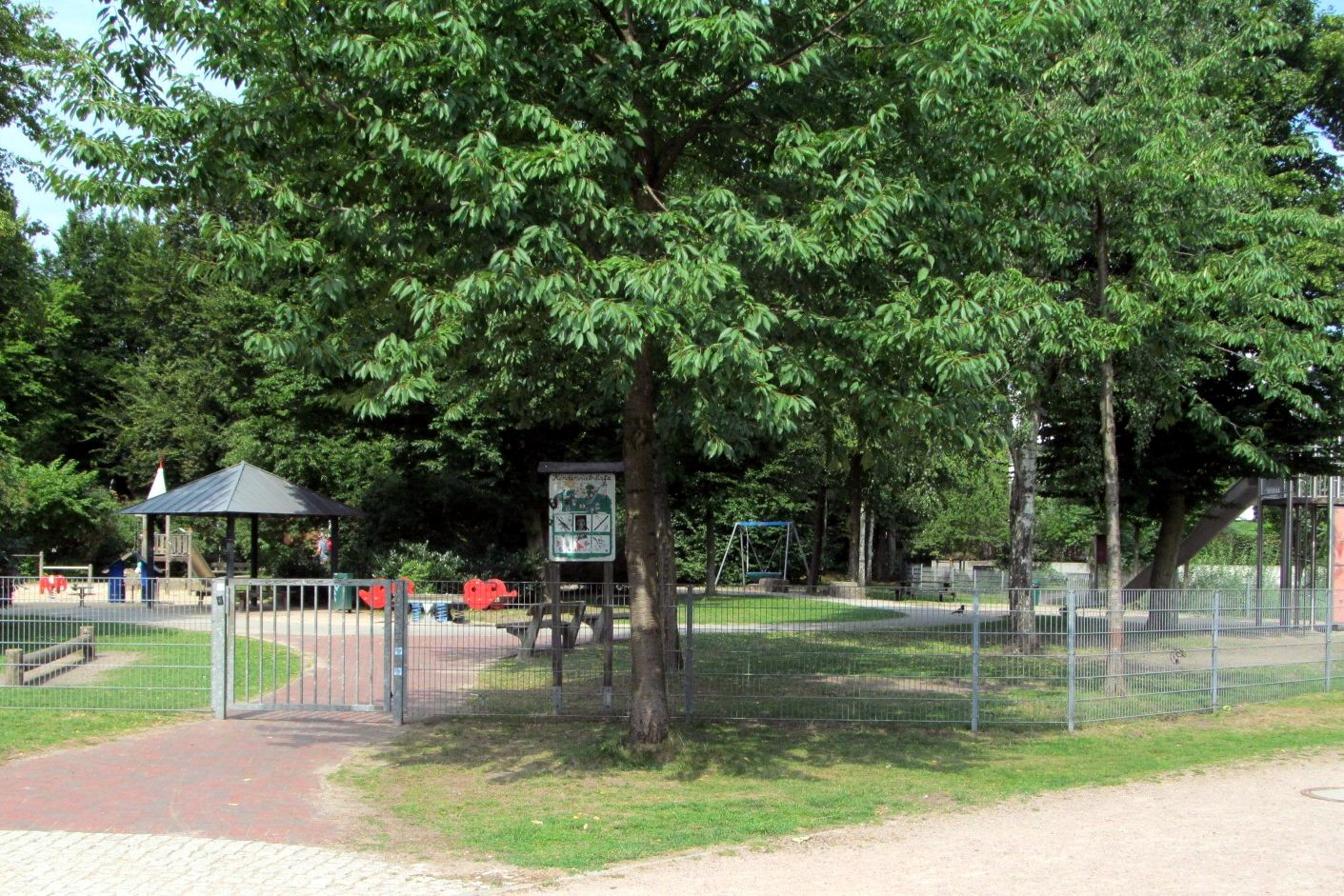
Kinderspielplatz am Eilbektal
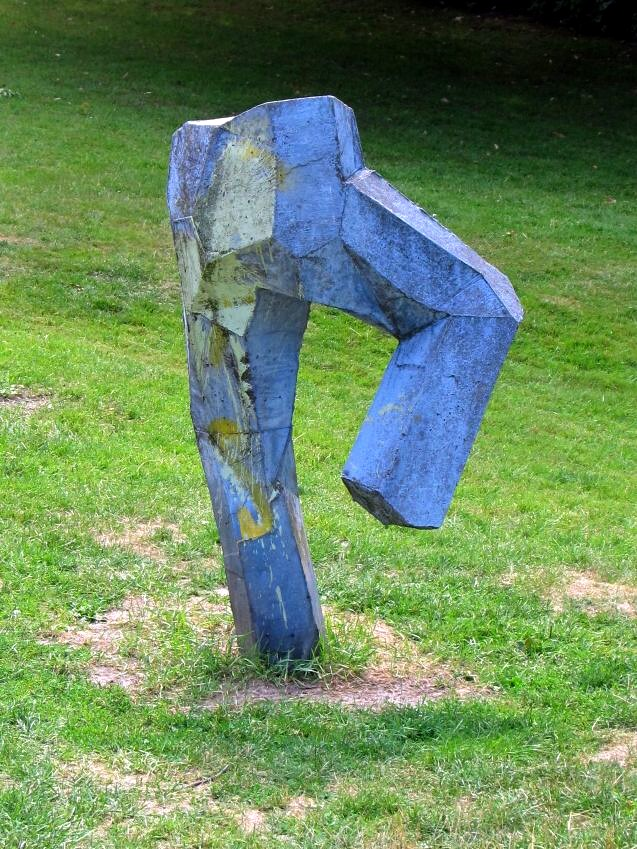
Skulptur im Eilbektal
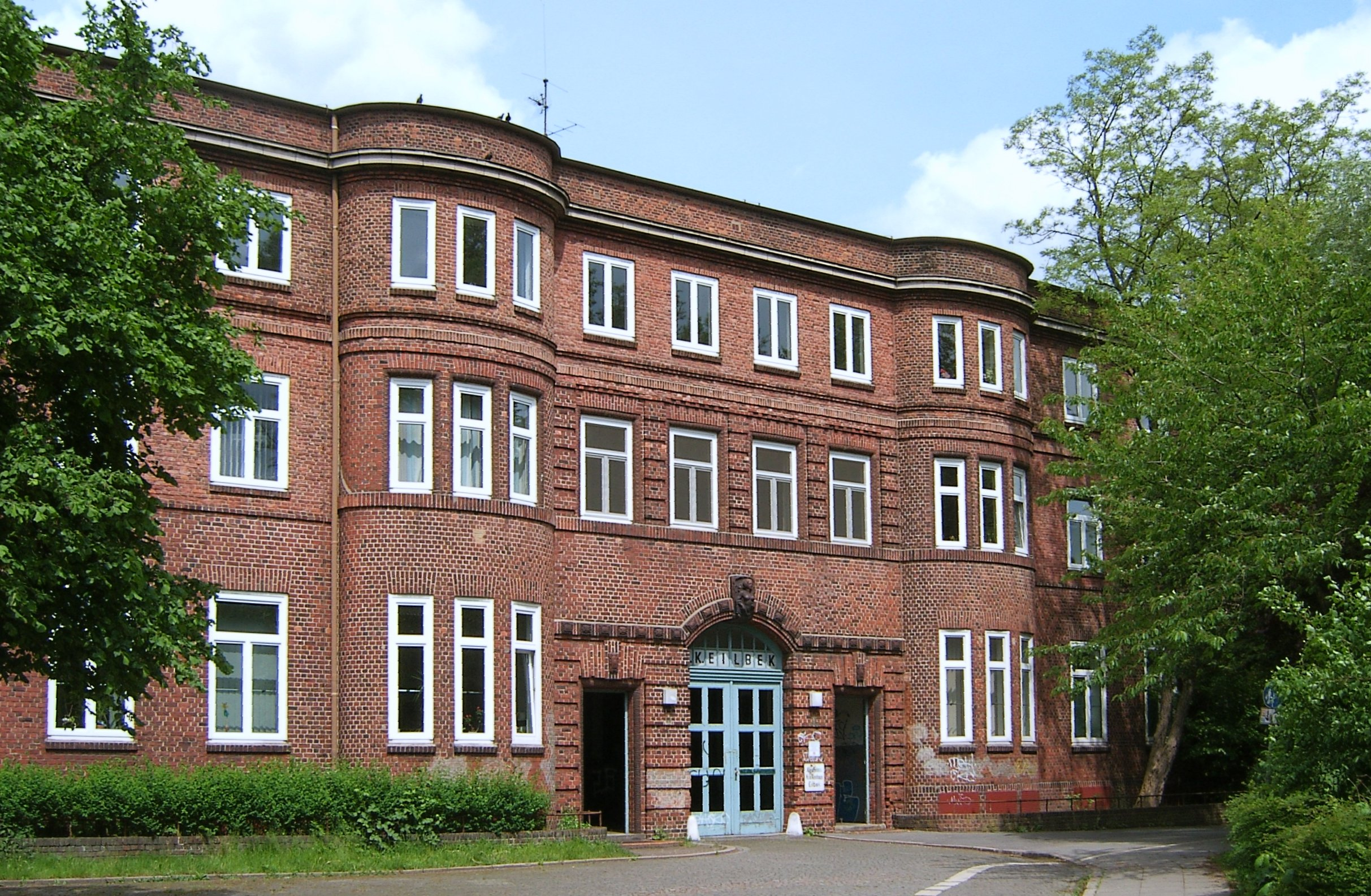
Das frühere Torhaus des Krankenhauses wurde zugunsten eines Neubaus abgerissen …
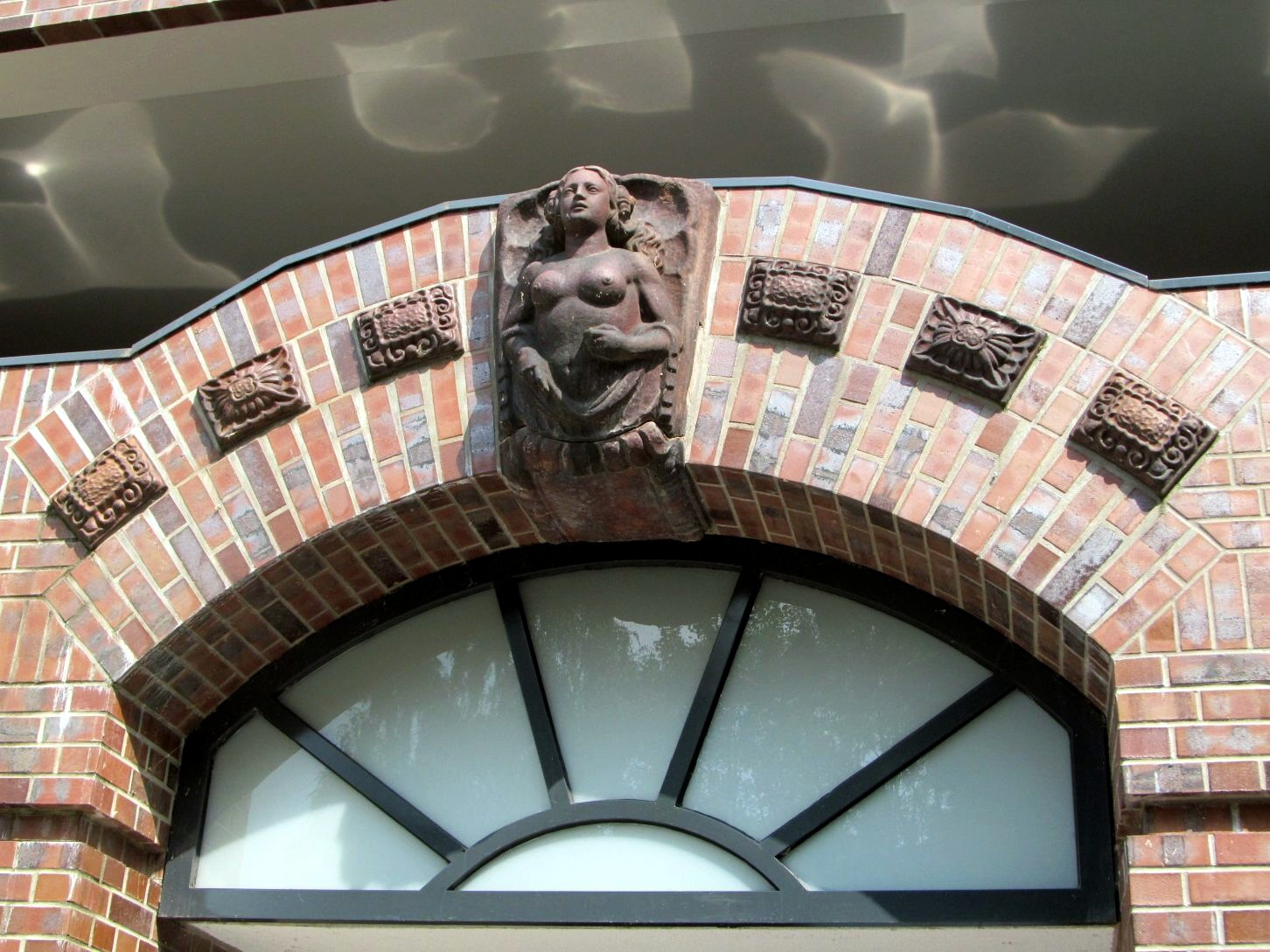
… der Figurenschmuck des früheren Torhauses jedoch in das Portal des Neubaus integriert.